# Upland (Kalifornija)
Upland je grad u američkoj saveznoj državi Kalifornija. Prema popisu stanovništva iz 2010. u njemu je živjelo 73.732 stanovnika.